# Stanice přírodovědců DDM hlavního města Prahy
Stanice přírodovědců DDM hlavního města Prahy byla založena jako „Stanice mladých přírodovědců“ v roce 1954. Areál se nachází v parku Sacré Coeur nad OC Nový Smíchov, asi 5 minut chůze od MHD Anděl (Metro B; tramvaje 4, 5, 7, 9, 10, 12, 15, 16, 20, 21; autobus 176 - zastávka Kobrova). Vstup je buď z Drtinovy ulice 1a nebo po lávce z 1. patra OC Nový Smíchov.

## Hlavní činnost
Stanice přírodovědců DDM hlavního města Prahy je určena příznivcům přírody od předškoláků až po seniory. Zabývá se popularizací přírodních věd a osvětou v rámci ekologie a environmentální výchovy. Pořádá přírodovědné zájmové útvary od biologie přes geologii a chemii až po obecné i specializované chovatelské obory (akvaristika, teraristika, entomologie, ornitologie a další).

### Skleníky a tropické terárium
Komplex veřejnosti přístupných skleníků se skládá ze čtyř částí. První dvě uspokojí především ctitele tropických rostlin v ucelených kolekcích citrusů či kaktusů a sukulentů. Ve třetí části si lze prohlédnout ve více než 60 akváriích expozici sladkovodních ryb a obojživelníků. Poslední čtvrtá část je věnována teraristům a spatřit zde lze krokodýla nilského, kajmany trpasličí, želvy pardálí, kajmanku dravou a celou řadu dalších plazů i obojživelníků.

### Chovy a odchovy
Za dobu své existence se Stanice přírodovědců DDM hlavního města Prahy může pochlubit několika vzácnými odchovy i prvoodchovy v rámci České republiky. Největších úspěchů bylo dosaženo především u odchovu plazů (varan skvrnitý, kajman brýlový, scink šalamounský), ale třeba i v odchovech exotických savců (tamarín žlutoruký, kosman zakrslý) a mnoha dalších živočišných druhů.

### Venkovní expozice zvířat
Mimo „Venkovního terária“ určeného na letnění plazů a obojživelníků jsou venku celoročně k videní klokani rudokrcí, kozy kamerunské, poníci, prase göttingenské a mnoho dalších). V areálu se nachází včelín s proskleným ukázkovým úlem a „Insect hotel“ pro volně žijící hmyz.

### Zahrady
V prostorách areálu je několik tematicky zaměřených zahrad (alpínská, bylinková, produkční, výukové políčko či jedlý les) a rozsáhlá dendrologická sbírka (metasekvoje čínská, jinan dvoulaločný, lyrovník tulipánokvětý a řada dalších vzácných dřevin). 

### Naučná stezka
V areálu se nachází naučná stezka s celkem 20 zastaveními a geologická expozice hornin z území Prahy.

## Zájmové vzdělávání
Do osmi desítek převážně odborných kroužků je každoročně zapojena více než tisícovka pražských dětí. V době pololetních, velikonočních, jarních, letních a podzimních prázdnin se pořádají tři desítky příměstských a pobytových táborů s přírodovědnou tematikou.

## Akce pro veřejnost
Každoročně se na jaře a na podzim pořádají v areálu výstavy, které představují místní chovy a jsou doplněny do zajímavých celků (z minulých ročníků: ucelená expozice ocasatých obojživelníků žijících v ČR, "šípové žáby" včetně nejjedovatější žáby světa phyllobates terribilis). Pro zájemce jsou připravena tematická odpoledne i odborná setkání a besedy.  Z pravidelných výjezdních akcí se koná Velikonoční výlet do vybrané evropské Zoo a Adventní výlet.